# Dicksaft
Dicksaft (früher als Lohoch bezeichnet) ist ein stark konzentrierter, dickflüssiger Fruchtsaft, der im Unterschied zu Sirup sowohl kalt als auch durch Einkochen hergestellt wird. Dicksaft zeichnet sich durch einen höheren Gehalt an Aromastoffen, einen höheren Zuckergehalt sowie reduziertes Transportgewicht gegenüber Fruchtsäften mit ihrem höheren Wassergehalt aus.
Allerdings führt die Verarbeitung der Fruchtsäfte zu Dicksäften zu einer Veränderung der Inhaltsstoffe, so gehen beispielsweise Vitamine dabei teilweise verloren. Ebenso birgt der unnatürlich hohe Zuckergehalt der Dicksäfte die Gefahr der Gesundheitsschädigung und kann bei empfindlichen Menschen Verdauungsstörungen hervorrufen.
Diverse Dicksäfte haben sich als Süßungsmittel und wegen ihres Fruchtzuckergehaltes als Alternative zum reinen Saccharose-Zucker etabliert, z. B. Apfeldicksaft (Apfelkraut), Birnendicksaft (Birnenhonig) oder Agavensirup. Eingedickter Traubensaft (Traubensüße) ist ebenfalls sehr beliebt und ist etwa in Italien als Saba bekannt.
Aber auch hier bieten die alternativen Süßungsmittel keine Lösung der Problematik, dass konzentrierte Zucker nachteilig für die Gesundheit sind. Wenngleich der Fruchtzucker anders verstoffwechselt wird und relativ insulinunabhängig verarbeitet wird, stört er doch im isolierten (d. h. im vitalstoffarmen) Zustand, wie z. B. in Dicksäften, den Stoffwechsel; das Problem, vor dem z. B. der Diabetiker steht, ist somit also nicht gelöst.